# Rainer Tichatschke
Rainer Tichatschke (geboren 21. Februar 1946) ist ein deutscher Mathematiker und Hochschullehrer.

## Leben
Tichatschke promovierte 1972 an der Technischen Hochschule Karl-Marx-Stadt bei Klaus Beer mit einer Arbeit „Über eine Zerlegungsmethode zur Lösung großdimensionierter linearer Optimierungsaufgaben“. Von 1972 bis 1973 führte ihn ein Post-Doc-Studium an die Universität Leningrad. 1976 war Rainer Tichatschke als Associated Professor am Internationalen Banach-Zentrum für Mathematik in Warschau tätig. Mit einer „Untersuchung zur numerischen Lösung semi-infiniter linearer Optimierungsaufgaben“ habilitierte er sich 1979 an der Technischen Hochschule Karl-Marx-Stadt und wurde dort 1980 Professor für Mathematische Optimierung. 1982 erhielt er einen Ruf an die Universität Halle. Dort wurde er Professor für Numerische Mathematik. 1988 trat Rainer Tichatschke eine Professur für Numerische Mathematik an der Pädagogischen Hochschule Güstrow an. Gleichzeitig wurde er Rektor der Pädagogischen Hochschule. Seine Tätigkeit als Hochschullehrer führte ihn dann von 1991 bis 1995 an die Universität Rostock. Dort hatte er ebenfalls den Lehrstuhl für Numerische Mathematik inne. 1995 übernahm Rainer Tichatschke die Vertretung einer Professur für Numerische Mathematik und Optimierung an der Universität Trier.  Von 2000 bis zu seiner Pensionierung hatte er in Trier den Lehrstuhl für Diskrete Mathematik und Optimierung inne.
Rainer Tichatschke betreute als Hochschullehrer 14 Promotionsstudenten. Ihn verbindet eine langjährige gemeinsame wissenschaftliche Arbeit mit dem russischen Mathematiker Alexander Kaplan. Diese führte zu einer Reihe von gemeinsamen wissenschaftlichen Veröffentlichungen. Bis 2012 veröffentlichte Rainer Tichatschke ca. 90 Publikationen, davon 36 gemeinsam mit Alexander Kaplan. Rainer Tichatschke ist langjähriges Mitglied der Deutschen Mathematiker-Vereinigung und seit 1991 auch Mitglied der American Mathematical Society (AMS).

## Schriften
- Proximal Point Methods for Variational Problems, Monograph, 2011
- Proximal point methods in nonconvex optimization, J. of Global Optim. 13 (1998) 4, 389–406 (co-author A. Kaplan)
- A branch-and-bound approach for solving a class of generalized semi-infinite programming problems, Journal of Global Optim. 13 (1998) 3, 299–315 (co-author E. Levitin)
- Proximal point approach and approximation of variational inequalities, SIAM J. on Control and Optimization 39, No. 4 (2000) 1136–1159 (co-author A. Kaplan)
- Connections between generalized, inexact and semi-infinite linear programming, ZOR - Methods and Models of Operations Research 33 (1989) 367–382 (co-authors R. Hettich)
- Interior proximal methods for quasiconvex optimization, J. of Global Optim., 52, (2012) 641–661 (co-author N. Langenberg)
- Relaxed proximal point algorithms for variational inequalities with multi-valued operators, Optimization Methods and Software, 23 (2008) 847–877 (co-author E. Huebner)
- Prox-regularization and solution of ill-posed elliptic variational inequalities, Applications of Mathematics 42 (1997) 2, 111–145 (co-author A. Kaplan)
- Interior proximal methods for quasiconvex optimization, J. of Global Optim., 52, (2012) 641–661 (co-author N. Langenberg)
- Proximal point methods and elliptic regularization, Journal of Nonlinear Analysis, 71 (2009) 4525–4543 (co-author A. Kaplan)
- Relaxed proximal point algorithms for variational inequalities with multi-valued operators, Optimization Methods and Software, 23 (2008) 847–877 (co-author E. Huebner)
- Bregman functions and auxiliary problem principle, Optimization Methods and Software, 1 (2008), 95–107 (co-author A. Kaplan)[4]